# Bureau 121
Le Bureau 121 ou Unité 121 du Bureau général de reconnaissance nord-coréen est une unité secrète de l'armée populaire de Corée, spécialisée dans la cyberguerre,. Il s'agit de l'une des deux unités de cyberguerre du Bureau général de reconnaissance, l'autre étant le Bureau 91.

## Personnels
D'après un article de Reuters, le Bureau 121, également connu sous le nom de « gang DarkSeoul » est composé des experts informatiques les plus talentueux de Corée du Nord et est placé sous le contrôle de l'armée. Un transfuge aurait indiqué que le bureau comptait environ 1 800 spécialistes. De nombreux hackers du bureau sont des diplômés triés sur le volet de l'Université de l'automatisation à Pyongyang. Alors que ces spécialistes sont dispersés à travers le monde, leurs familles bénéficient d'un traitement privilégié en Corée du Nord,.

## Cibles et méthodes
Les activités du bureau sont portées à la connaissance du public en décembre 2014, lorsque Sony Pictures annule la sortie du film  L'Interview qui tue ! après que ses ordinateurs ont été piratés. Le Bureau 121 a été accusé d'être responsable de cette cyberattaque,, accusations rejetées par la Corée du Nord.
Une grande partie des activités de l'agence sont dirigées contre la Corée du Sud. Avant l'attaque contre Sony, l'agence était suspectée d'avoir attaqué plus de 30 000 ordinateurs en Corée du Sud, affectant des banques, des médias ainsi qu'un site internet de la Présidente sud-coréenne Park Geun-hye,. Le Bureau 121 a également été accusé d'avoir infecté des milliers de smartphones en 2013 au moyen d'une application de jeu malicieuse.
D'après Jang Se-yul, un transfuge nord-coréen, la Corée du Nord est très active en matière de cyberguerre et ses capacités ont été sous-estimées. La Corée du Nord dispose de capacités sophistiquées dans la cyberguerre, avec des cellules du Bureau 121 opérant dans le monde entier. L'une des bases étrangères supposées du Bureau 121 est l'hôtel Chilbosan à Shenyang, Chine,.

### Unités similaires
- Équipe Tailored Access Operations de la NSA
- Unité 61398 de l'armée populaire de Chine

### Sujets connexes
- Laboratoire 110, unité de l'armée populaire de Corée
- Cyberattaque
- Cyberdéfense
- Cyberguerre
- Espionnage industriel
- Guerre électronique
- Guerre de l'information
- Risque (informatique)